# Francis North (2e baron Guilford)
Francis North, 2e baron Guilford (14 décembre 1673 - 17 octobre 1729) est un pair britannique membre de la Chambre des lords.

## Biographie
En 1685, il succède à son père Francis North (1er baron Guilford) comme baron Guilford. De 1703 à 1705, il est lord-lieutenant de l'Essex. En 1712, il est nommé au Conseil privé et est premier Lord du commerce de 1713 à 1714.
Il se marie deux fois. Sa première épouse est Elizabeth, fille de Fulke Greville, 5e baron Brooke et Sarah Dashwood, qu'il épouse en 1695. Sa seconde épouse est Alicia Brownlow, fille de John Brownlow et d'Alice Sherard, avec qui il se marie vers 1703.
Son fils, de sa seconde épouse, Francis North, lui succède et devient plus tard le 1er comte de Guilford.